# Cheiletha kincaidi
Cheiletha kincaidi är en mångfotingart som beskrevs av Chamberlin 1955. Cheiletha kincaidi ingår i släktet Cheiletha och familjen storjordkrypare. Inga underarter finns listade i Catalogue of Life.